# Mada (čadski jezik)
Iako jezik (ISO 639-3: mxu), afrazijski jezik iz Kameruna, kojim govori 17 000 ljudi (1982 SIL) u provinciji Far North. Pripada užoj skupini čadskih jezika biu-mandara, A.5 (Mafa-Mofu).
Ne smije se brkati s istoimenim jezikom iako [mda] iz Nigerije, koji pripada benue-kongoanskoj skupini.

## Vanjske poveznice
- Ethnologue (14th)
- Ethnologue (15th)